# Dehaasia kurzii
Dehaasia kurzii är en lagerväxtart som beskrevs av George King och Joseph Dalton Hooker. Dehaasia kurzii ingår i släktet Dehaasia och familjen lagerväxter. Inga underarter finns listade i Catalogue of Life.